# Lophiodes miacanthus
Lophiodes miacanthus är en fiskart som först beskrevs av Gilbert, 1905.  Lophiodes miacanthus ingår i släktet Lophiodes och familjen marulksfiskar. Inga underarter finns listade i Catalogue of Life.